# Dème de Viánnos
Le dème de Viánnos (grec moderne : Δήμος Βιάννου) est un dème de Crète, en Grèce. Situé dans le centre de la Crète, le dème de Viánnos compte 5 563 habitants en 2001, dont 774 pour Áno Viánnos, siège du dème.
Il a été créé en 1997 dans le cadre du programme Kapodistrias, par la fusion d'une quinzaine de communes, devenues des « communautés locales ». Il n'a pas été concerné par la réforme de 2011.

## Histoire
Les Ethniques d'Étienne de Byzance mentionnent Viánnos. Selon ce dernier, une grande famine aurait fait fuir sa population qui, selon ses écrits, alla pour partie s'installer en Isère dans la France actuelle, baptisant leur nouvelle cité Viánnos, qui deviendra la Vienna romaine, puis Vienne.
En septembre 1943, les forces d'occupation allemandes infligèrent à la région de Viánnos de terribles représailles après les combats de Káto Sými contre la résistance crétoise.
De nombreux civils furent exécutés.